# Фернан Бродель
Ферна́н Броде́ль (фр. Fernand Braudel; 24 серпня 1902, комуна Люмевіль-ан-Орнуа, департамент Мез — 27 листопада 1985, Клюз, департамент Верхня Савоя) — французький історик, представник школи «Анналів», один із основоположників світ-системного аналізу.

## Біографія
Після закінчення історичного факультету в 1923 році працював викладачем історії в Алжирі і Парижі, одночасно збираючи матеріали на докторську дисертацію, яка початково мала бути присвячена середземноморській політиці Філіпа II Габсбурга.
Під час Другої світової війни знаходився в німецькому полоні, де написав працю «Середземномор'я в епоху правління Філіпа II» (La Méditerranée et le Monde Méditerranéen a l'époque de Philippe II). Після Другої світової війни активно працює в редакції журналу «Аннали» (Annales. Économies, Sociétés, Civilisations) після смерті Марка Блока і очолив кафедру історії в Колеж де Франс (Collège de France (1949).
Після смерті Люсьєна Февра в 1956 році Бродель очолив секцію VI (соціальні і економічні науки) Практичної школи вищих досліджень (École Pratique des Hautes Études), а також став головним редактором журналу «Аннали», ставши беззаперечним лідером школи Анналів і вчителем практично всіх її подальших представників.

## Наукова діяльність
У своїх працях Бродель прагнув вийти за рамки традиційної історіографії і до створення глобальної історії, яка концентрується не лише на політичній історії, а охоплює всі сфери життя: економіку, культуру, політику тощо. У своїх працях активно спирався на дані історичної географії, історію клімату, історію матеріальної культури і повсякденного життя, а також класичну політичну історію.

### Історія і суспільні науки. Наукова діяльність.
В даній праці автор наголошу на тому, що: «Першочерговим завданням сьогодні є зближення соціальних наук». При цьому необхідно, аби зближення соціальних наук було повним, без віддання переваги якійсь окремій науці. Науковці не повинні націлювати свою діяльність на пошук кордонів, що відділяли б одну науку від іншої, їхньою метою має бути пошук теоретичних орієнтирів, які б вказували шлях до спільних досліджень та проблем, які могли б їх зблизити. На думку Броделя, такими орієнтирами є математизація, аналіз відносин соціальних феноменів до географічного простору та довгочасова історична перспектива. «Про що не йшла б мова, про минуле чи майбутнє, чітке розуміння того, що соціальний час має багатоманітність форм, виявляється невід'ємним для загальної методології наук про людину». Змінність суспільної системи піддається описові з допомогою відповідних закономірностей — соціологічних, політологічних та інших, які мають ймовірнісний, статистичний характер (і тому до них можна застосовувати математичні методи).
З метою виявлення динаміки історичного розвитку, Ф. Бродель створив спеціальну теорію «історичного часу». Для історика час — початок і кінець всього. Розрізняв такі часи:
- час короткої тривалості, який відноситься насамперед до політичних подій

- час середньої тривалоті (циклічний час), який стосується зокрема, економічних циклів

- час великої тривалості («Longue duree»), характерний для суспільних структур і розвитку цивілізації

У своїй праці Бродель пише не про час, який вимірюється подіями, а про час, що вимірюється короткими хронологічними одиницями. Масштаб часу, що задається цим терміном, співвідноситься з ритмом повсякденного життя індивіда. Наприклад, газетні хроніки описують незначні події повсякденного життя: пожежі, злочини, катастрофи, ціни на зерно, театральні прем'єри тощо. Такі явища короткої тривалості* зустрічаються у всіх сферах життя. Історія, за Броделем, не має бути сукупністю політичних подій. З'являється новий спосіб історичного дослідження — дослідження циклів. Наприклад, використання циклу Кондратьева для різних часових проміжків.
Що ж стосується довготривалої перспективи, то це всього лиш один із можливих шляхів знайти спільну мову у взаємодії суспільних наук. Бродель наголошував, що у всіх проблемах, пов'язаних із довоготривалістю важливим є термін *структура*, оскільки він наголошує на тому, що структура — це історична реальність, яка є стійкою і повільно змінюється в часі. Деякі довготривалі структури є стійким елементом життя цілої послідовності поколінь. Проте досить складно виявити оці довгочасові структури. Дослідження довготривалих структур може ефективно здійснюватися у випадку, коли історик змінить весь стиль і установки, направленість мислення, готовність прийняти нову концепцію соціального. Історію можна зрозуміти лише аналізуючи її в просторі повільної історії. Так, саме поняття «longue duree» (час довгої тривалості) розглядалося Броделем як таке, що відрізняє історію від інших наук, та є притаманним лише історії. «Longue duree» виражає ідею неперервності, єдності, цілісності людської історії.

### Динаміка капіталізму
Мета праці — пов'язати капіталізм, його розвиток, засоби зі світовою історією.
Книга складається з трьох розділів: «Переосмислюючи матеріальну та економічну історію», «Ігри обміну», «Час світу». — відповідно три лекції, прочитані Ф.Броделем в університеті Джонса Гопкинса в 1976 році.
Розглядаючи 4 століття світової історії, французький соціолог аналізує постійну гру глибинних тенденцій до рівноваги та її порушення у тривалій історичній перспективі. Він виходить з існування принаймні двох світів — двох життєвих укладів: з одного боку — доіндустріальна економіка, що означилася існуванням жорсткого і нерухомого механізму примітивної економіки з локальним і обмеженим, але сильним ростом сучасних економічних структур, та ринкова економіка і капіталізм  з іншого.
Матеріальне життя (повсякденність), як одна з сторін життя суспільства, це імпульси, спонукання, стереотипи, способи дії, типи зобов'язань, що змушують до дії.
Згідно з Броделем, по відношенню до ринків та суб'єктів обміну, існує 2 рівні ринкової економіки:
- нижчий поверх (ринки, лавки, торговці)
- верхній поверх (ярмарки, біржі)

До XVIII ст. ринкова економіка та капіталізм залишається в меншості, більша сфера людських дій охоплювалася матеріальним життям.
Аналізуючи розвиток механізмів обміну в Європі та за її межами, Бродель доходить висновку, що Європейська економіка розвивається переважно на вищому рівні, з чим автор пов'язує її швидкий розвиток. Обмін за межами Європи різниться досить широко: від функціонування ярмарок та бірж у Японії та країнах Малайзійського архіпелагу, та до примітивних економік.
Узагальнюючи сказане, Бродель зображує схему впливу повсякденності на економіку: повсякденне матеріальне життя >>>ринкова економіка>>>капіталізм.
Другий розділ присвячений «Іграм обміну».
Ринкова економіка — частина обширного цілого, зв'язуючий елемент між виробництвом та споживанням. До XIX ст. вона становила більш/менш щільний прошарок між повсякденним життям та капіталізмом. Однак ринок не є досконалим зв'язком між виробництвом і споживанням, є не повним.
Капіталізм же використовують для позначення іншої діяльності. Досвід минулого трансформується у теперішнє, наповнює його. Капіталіст — це людина, яка управляє включенням капіталу у безперервний процес виробництва.
Ринкова економіка є обміном двох сторін:
- 1. повсякденний ринковий обмін (місцева торгівля, обмін на невеликій відстані) — має регулярний, передбачуваний, рутинний характер, є відкритим для торговців (ринок містечка);
- 2. обмін, що прагне скритися від гласності, контролю.

Відповідно є два типи обміну — приземлений, підкорений (public market) та обмін вищого порядку, складний, що прагне до панування (privat market). Другий, відповідно є сферою капіталізму.
Капіталізм неможливий без підтримки суспільства, є реальністю соціального та політичного порядку, елементом цивілізації.
У третьому розділі даної праці — «Час світу» автор вводить розрізнення між двома типами економіки: світова економіка та світ-економіка. Поняття світ-економіки він запозичує у Іммануїла Валлерстайна. Світова економіка — це економіка світу в цілому, ринок всього світу.
Світ-економіка (Weltwirtschaft) це економіка лише деякої частини нашої планети тією мірою, якою утворюється економічно єдине ціле (напр. Середземномор'я XVI ст). світ економіки характеризується такими трьома моментами: географічний простір, полюс або центр (панівне місто), складається з ряду концентрично розміщених зон (центр>>>середня зона>>>проміжна зона>>>периферія(залежна територія)).
Зміщення центру характеризується боротьбою, економічними кризами, зіткненням інтересів.
У епосі можуть співіснувати декілька світ-економік, пов'язаних обмеженими обмінами.
Бродель виділяє дві фази світової історії:
1. фаза економік, що створюються і домінують містами (до сер XVIII ст);
2. фаза національних економік.

Національна економіка — політичний простір, що перетворюється державою у зв'язаний уніфікований економічний простір, діяльність різних частин якого може бути об'єднана в межах одного напряму. Вперше претендувати на домінуючу роль у світовій економіці (фактичне ототожнення з нею) стала Англія. Автор докладно описує цей процес.
Підсумовуючи процес розвитку капіталізму, французький соціолог зазначає, що:
- природа капіталізму залишається без змін: капіталізм базується на використанні міжнародних ресурсів та можливостей, існує у світовому масштабі, прагне світового панування;
- капіталізм спирається на монополії;
- капіталізм не поширюється на всю економіку, зайняте працею суспільство, не заключає їх у замкнуту та досконалу систему.

Капіталізм виростає переважно на вершинних видах економічної діяльності чи принаймні прагне до вершин. Це — зона високих прибутків.

## Найважливіші праці
- La Méditerranée et le Monde Méditerranéen a l'époque de Philippe II, 1949
- Ecrits sur l'Histoire, 1969 (Нариси про історію)
- Civilisation matérielle, économie et capitalisme, XVe-XVIIIe siecle, 1979 (Матеріальна цивілізація, економіка і капіталізм XV—XVIII століття, пер. з французької Григорія Філіпчука — К.,"Основи", 1997, т.1-3.)
- La Dynamique du Capitalisme, 1985
- L'Identité de la France, 1986 (Что такое Франция? — М.: Издательство имени Сабашниковых, 1995, т. 1-3)
- Grammaire des civilisations, 1987
- Le Modèle Italien, 1989

### Переклади українською
- Матеріальна цивілізація, економіка і капіталізм, XV—XVIII ст. / Пер. з фр. Григорій Філіпчук. — К.: Основи, 1997. ISBN 966-500-215-5 (3 томи)
- Ідентичність Франції. Книга 1. Простір та історія / Пер. з фр. Світлани Глухової. — К.: Вид-во Жупанського, 2013. ISBN 978-966-2355-39-0
- Ідентичність Франції. Книга 2. Люди і речі / Пер. з фр. Світлани Глухової. — К.: Вид-во Жупанського, 2014. ISBN 978-966-2355-47-5
- Ідентичність Франції. Книга 3. Люди і речі / Пер. з фр. Світлани Глухової. — К.: Вид-во Жупанського, 2017. ISBN 978-966-2355-77-2